# Точильщики трутовиковые
Точильщики трутовиковые (лат. Dorcatoma) — род жесткокрылых насекомых семейства точильщиков.

## Описание
Ротовые органы направлены вниз и прижаты к телу. Усики нитевидные, состоят из 9 или 10 члеников. Тело продолговатое или овальное, выпуклое. Переднеспинка на диске в беспорядочных точках. Плечи надкрылий не окаймлённые, плечевые бугры сильно выступающие. Лапки короткие. Личинки развиваются в гнилой древесине или трутовых грибах.

## Систематика
В составе рода:
- Dorcatoma (Dorcatoma)
  - Dorcatoma dresdensis Herbst, 1791
  - Dorcatoma lomnickii Reitter, 1903
  - Dorcatoma palmi Zahradnik, 1996
  - Dorcatoma punctulata  Mulsant & Rey, 1864
  - Dorcatoma robusta Strand, 1938
- Dorcatoma (Pilosodorcatoma)
  - Dorcatoma ambjoerni Baranowski, 1985
  - Dorcatoma androgyna Büche, 2001
  - Dorcatoma chrysomelina Sturm, 1837
  - Dorcatoma janssoni Büche & Lundberg, 2002
  - Dorcatoma minor Zahradnik, 1993
  - Dorcatoma setosella Mulsant & Rey, 1864
  - Dorcatoma substriata Hummel, 1829
- Dorcatoma (Sternitodorcatoma)
  - Dorcatoma flavicornis (Fabricius, 1792)
  - Dorcatoma externa Mulsant & Rey, 1864
  - Dorcatoma lanuginosa Baudi di Selve, 1873
  - Dorcatoma vaulogeri  Pic, 1927